# Menesia yuasai
Menesia yuasai là một loài bọ cánh cứng trong họ Cerambycidae.